# To Dendro pou pligoname
To Dendro pou pligoname (Το δέντρο που πληγώναμε, L'arbre ferit) és una pel·lícula grega dirigida per Dimos Avdeliódis, qui també va escriure el guió i va assumir la producció de la pel·lícula juntament amb el Centre del Cinema Grec.
El títol fa referència al mètode emprat per a l'extracció de la resina del màstic, mitjançant el qual el llentiscle (Pistacia lentiscus) "és brodat" (ferit).

## Argument
La història té lloc a l'illa de Quios, en la dècada de 1960. Dos nens, molt bons amics, tenen un conflicte poc abans que tanqui l'escola per a les vacances d'estiu a partir d'un incident desafortunat. Durant l'estiu, un dels nens ajuda a la seva mare en l'extracció del màstic, la resina del llentiscle. Més tard, a mitjan estiu, els amics es troben de nou. El meravellós estiu que gaudiran aviat es veurà interromput per l'arribada del tardor.

## Repartiment
| Actor                  | Personatge        |
| ---------------------- | ----------------- |
| Yannis Avdeliodis      | Giannis           |
| Nikos Mioteris         | Vangelis          |
| Marina Delivoria       | Madre de Giannis  |
| Katerina Kyriakodi     | Angeliki          |
| Dimos Avdeliodis       | Mariner boig      |
| Takis Agoris           |                   |
| Yannis Koliaros        | Professor         |
| Vagelio Misailidou     | Mare de Vangelis  |
| Kostas Kalamotoessis   |                   |
| Dimitris Sideratos     | Captura ocells    |
| Stelios Makrias        | Pare d'Angelikis  |
| Despina Psalti         | Mare d'Angeliki's |
| Yannis Sitaras         |                   |
| Yorgos Kanarios        | Driver            |
| Dimitris Kelis         |                   |
| Parashos Kalitsis      | Sacerdot          |
| Stelios Mioteris       |                   |
| Yannis Koemakis        |                   |
| Nikos Koutsodontis     |                   |
| Pandelis Varkaris      |                   |
| Kostas Neamonitis      |                   |
| Sakis Pipidis          |                   |
| Zafeira Agori          |                   |
| Kostakis Agoris        |                   |
| Eleni Arapi            |                   |
| Lemonia Arapi          |                   |
| Ourania Avdeliodi      |                   |
| Aristodimos Avdeliodis |                   |
| Makarios Avdeliodis    |                   |
| Giorgos Avdeliodis     |                   |
| Marios Avdeliodis      |                   |
| Panagiotis Avdeliodis  |                   |
| Nitsa Boulaziri        |                   |
| Stelios Dimitrakis     |                   |
| Andreas Galanis        |                   |
| Spyros Hatzakis        |                   |
| Manolis Lavidas        |                   |
| Epameinondas Mikidis   |                   |
| Giannis Moutafis       | Fotògraf          |
| Kostas Kalisperis      |                   |
| Giorgos Pavlidakis     |                   |
| Manolis Plantzos       |                   |
| Nikos Sarantinoudis    |                   |
| Argyro Smyrnioudi      |                   |
| Angeliki Pitsaki       |                   |
| Spyros Pitsakis        |                   |
| Kostas Stamoulis       |                   |
| Giorgos Psaroudis      |                   |
| Nikos Psaroudis        |                   |
| Nikos Sideratos        |                   |
| Lemonia Zyglaki        |                   |
| Hrysanthos Vasileiou   |                   |

## Distincions
La pel·lícula va rebre nombrosos premis, tant a Grècia com a l'estranger. Entre ells, l'esment especial de la Unió Panhelénica de Crítics de Cinema en el marc del Festival Internacional de Cinema de Tessalònica, el premi de la comissió europea de cinema de la joventut del Festival de Berlín, l'Elefant d'Or a la millor pel·lícula i l'Elefant de Plata a la direcció al Festival en Nova Delhi. També va participar la Setmana de la crítica del 40è Festival Internacional de Cinema de Canes en 1987.